# Briefmarken-Jahrgang 2020 der Bundesrepublik Deutschland
Der Briefmarken-Jahrgang 2020 der Bundesrepublik Deutschland wurde Anfang Dezember 2018 vom zuständigen Bundesministerium der Finanzen vorgestellt und im November 2019 sowie im März 2020 aktualisiert.
Im Dezember 2020 löste die Mobile Briefmarke das Vorgängermodell Handyporto ab.

## Liste der Ausgaben und Motive
Legende
- Bild: Eine bearbeitete Abbildung der genannten Marke. Das Verhältnis der Größe der Briefmarken zueinander ist in diesem Artikel annähernd maßstabsgerecht dargestellt. Sollten keine Marken abgebildet sein, liegt es daran, dass das Urheberrecht des Künstlers noch nicht erloschen ist.
- Beschreibung: Eine Kurzbeschreibung des Motivs und/oder des Ausgabegrundes. Bei ausgegebenen Serien oder Blocks werden die zusammengehörigen Beschreibungen mit einer Markierung versehen eingerückt.
- Wert: Der Frankaturwert der einzelnen Marke in Eurocent. Ein „+“ bedeutet, dass es sich um eine Zuschlagsmarke handelt (= Frankaturwert + Spende).
- Ausgabedatum: Das Datum des erstmaligen Verkaufs dieser Briefmarke.
- Auflage: Soweit bekannt, wird hier die zum Verkauf angebotene Anzahl dieser Ausgabe angegeben.
- Entwurf: Soweit bekannt, wird hier angegeben, von wem der Entwurf dieser Marke stammt.
- Mi.-Nr.: Diese Briefmarke wird im Michel-Katalog unter der entsprechenden Nummer gelistet.

| Sondermarken | Sondermarken | Sondermarken      | Sondermarken          | Sondermarken                    | Sondermarken                            | Sondermarken     | Sondermarken |
| ------------ | --- | ----------------- | --------------------- | ------------------------------- | --------------------------------------- | ---------------- | ------------ |
| Bild         | Beschreibung | Werte in Eurocent | Ausgabe- datum (2020) | Auflage                         | Entwurf                                 | Mi.-Nr.          |              |
|              | Serie: Deutschlands schönste Panoramen - Bonn / Siebengebirge | 60                | 2. Januar             | 2.380.600 davon 32.000 auf ETB  | Stefan Klein und Olaf Neumann           | 3510             |              |
|              | - Bonn / Siebengebirge | 60                | 2. Januar             | 2.380.600 davon 32.000 auf ETB  | Stefan Klein und Olaf Neumann           | 3511             |              |
|              | Serie: Schätze aus deutschen Museen - Mohnfeld (Vincent van Gogh) | 155               | 2. Januar             | 3.663.100 davon 32.000 auf ETB  | Stefan Klein und Olaf Neumann           | 3512             |              |
|              | 250. Geburtstag Ludwig van Beethoven Ausgabe auch als Briefmarkenblock | 80                | 2. Januar             | 4.922.000 davon 32.000 auf ETB  | Thomas Steinacker                       | 3513 Block 85    |              |
|              | 150. Geburtstag Ernst Barlach | 270               | 2. Januar             | 3.501.600 davon 32.000 auf ETB  | Thomas Mayfried                         | 3514             |              |
|              | Pressefreiheit | 95                | 2. Januar             | 3.579.600 davon 32.000 auf ETB  | Christoph Niemann                       | 3515             |              |
|              | Serie: Deutschlands schönste Panoramen - Bonn / Siebengebirge | 60                | 2. Januar             | ?.???.000                       | Stefan Klein und Olaf Neumann           | 3517             |              |
|              | - Bonn / Siebengebirge selbstklebend aus Folienblatt | 60                | 2. Januar             | ?.???.000                       | Stefan Klein und Olaf Neumann           | 3518 FB 96       |              |
|              | Serie: Schätze aus deutschen Museen - Mohnfeld (Vincent van Gogh) selbstklebend aus Rolle | 155               | 2. Januar             | ?.???.000                       | Stefan Klein und Olaf Neumann           | 3519             |              |
|              | 250. Geburtstag Ludwig van Beethoven selbstklebend aus Markenheftchen und Rolle | 80                | 2. Januar             | ?.???.000                       | Thomas Steinacker                       | 3520 MH 116      |              |
|              | 150. Geburtstag Ernst Barlach selbstklebend aus Markenheftchen | 270               | 2. Januar             | ?.???.000                       | Thomas Mayfried                         | 3521 MH 117      |              |
|              | Plusmarken-Serie: Für die Wohlfahrtspflege – Grimms Märchen – Der Wolf und die sieben jungen Geißlein zur Unterstützung der Bundesarbeitsgemeinschaft der Freien Wohlfahrtspflege e. V. - Die Gefahr | 80+40             | 6. Februar            | 2.337.000 davon 32.000 auf ETB  | Michael Kunter                          | 3522             |              |
|              | - Das Unglück | 95+45             | 6. Februar            | 3.173.600 davon 32.000 auf ETB  | Michael Kunter                          | 3523             |              |
|              | - Die Erlösung | 155+55            | 6. Februar            | 4.627.000 davon 32.000 auf ETB  | Michael Kunter                          | 3524             |              |
|              | Nachhaltige Entwicklung | 80                | 6. Februar            | 3.681.600 davon 32.000 auf ETB  | Florian Pfeffer                         | 3525             |              |
|              | Plusmarken-Serie: Für die Wohlfahrtspflege – Grimms Märchen – Der Wolf und die sieben jungen Geißlein - Die Gefahr selbstklebend aus Markenheftchen und Rolle                                        | 80+40             | 6. Februar            | 13.190.000 davon 32.000 auf ETB | Michael Kunter                          | 3526 MH 118      |              |
|              | Serie: Himmelsereignisse - Kelvin-Helmholtz-Wolken | 80                | 2. März               | 3.715.100 davon 32.000 auf ETB  | Bettina Walter                          | 3527             |              |
|              | - Lentikulariswolken | 80                | 2. März               | 3.715.100 davon 32.000 auf ETB  | Bettina Walter                          | 3528             |              |
|              | Grünes Band Deutschland | 155               | 2. März               | 3.626.100 davon 32.000 auf ETB  | Annette le Fort und André Heers         | 3529             |              |
|              | Die Sesamstraße | 80                | 2. März               | 3.673.600 davon 32.000 auf ETB  | Jennifer Dengler                        | 3530             |              |
|              | Serie: Himmelsereignisse - Lentikulariswolken - Kelvin-Helmholtz Wolken selbstklebend aus Folienblatt                                                                                                | je 80             | 2. März               | ?.???.000                       | Bettina Walter                          | 3531, 3532 FB 97 |              |
|              | Grünes Band Deutschland selbstklebend aus Folienblatt | 155               | 2. März               | ?.???.000                       | Annette le Fort und André Heers         | 3533 FB 98       |              |
|              | Die Sesamstraße selbstklebend aus Folienblatt | 80                | 2. März               | ?.???.000                       | Jennifer Dengler                        | 3534 FB 99       |              |
|              | Serie: Optische Täuschungen - Zwei Grautöne? | 110               | 2. April              | 3.578.400 davon 32.000 auf ETB  | Thomas Steinacker                       | 3536             |              |
|              | - Freies Quadrat? (Fehlendes-Quadrat-Rätsel) | 170               | 2. April              | 3.595.400 davon 32.000 auf ETB  | Thomas Steinacker                       | 3537             |              |
|              | Serie: U-Bahn-Stationen - Marienplatz München | 95                | 2. April              | 3.587.900 davon 32.000 auf ETB  | Jennifer Dengler                        | 3538             |              |
|              | 100. Geburtstag Richard von Weizsäcker | 80                | 2. April              | 3.731.900 davon 32.000 auf ETB  | Andreas Ahrens                          | 3539             |              |
|              | Serie: Optische Täuschungen - Zwei Grautöne? selbstklebend aus Markenheftchen | 110               | 2. April              | ?.???.000                       | Thomas Steinacker                       | 3540 MH 119      |              |
|              | Serie: U-Bahn-Stationen - Marienplatz (München) selbstklebend aus Folienblatt | 95                | 2. April              | ?.???.000                       | Jennifer Dengler                        | 3541 FB 100      |              |
|              | Plusmarken-Serie: Für den Sport – Neue Olympische Sportarten zur Unterstützung der Stiftung Deutsche Sporthilfe - Sportklettern                                                                      | 80+40             | 7. Mai                | 1.683.600 davon 32.000 auf ETB  | Thomas Serres                           | MH 120 3542      |              |
|              | - Skateboard | 95+45             | 7. Mai                | 1.683.600 davon 32.000 auf ETB  | Thomas Serres                           | 3543             |              |
|              | - Karate | 155+55            | 7. Mai                | 1.683.600 davon 32.000 auf ETB  | Thomas Serres                           | 3544             |              |
|              | Briefmarkenblock – Serie: Europa - Historische Postwege | 80                | 7. Mai                | 1.181.600 davon 32.000 auf ETB  | Michael Kunter                          | Block 86 3545    |              |
|              | 300. Geburtstag Freiherr von Münchhausen | 80                | 7. Mai                | 4.123.400 davon 32.000 auf ETB  | Julia Warbanow                          | 3546             |              |
|              | 500 Jahre Annaberger Kät | 95                | 4. Juni               | 3.606.900 davon 32.000 auf ETB  | Andrew und Jeffrey Goldstein            | 3547             |              |
|              | 200. Geburtstag Katharina Kasper | 155               | 4. Juni               | 3.582.400 davon 32.000 auf ETB  | Jens Müller                             | 3548             |              |
|              | 75 Jahre Vereinte Nationen | 170               | 4. Juni               | 3.546.900 davon 32.000 auf ETB  | Angela Kühn                             | 3549             |              |
|              | - Freibad Witten | 95                | 2. Juli               | 2.210.600 davon 32.000 auf ETB  | Bettina Walter                          | 3550             |              |
|              | - Freibad Witten | 95                | 2. Juli               | 2.210.600 davon 32.000 auf ETB  | Bettina Walter                          | 3551             |              |
|              | Serie: Leuchttürme - Leuchtturm Schleimünde | 60                | 2. Juli               | 3.727.100 davon 32.000 auf ETB  | Hanno Schabacker                        | 3552             |              |
|              | 900 Jahre Stadt Freiburg im Breisgau | 80                | 2. Juli               | 4.141.100 davon 32.000 auf ETB  | Daniela Haufe und Detlef Fiedler        | 3553             |              |
|              | EU-Ratspräsidentschaft | 80                | 2. Juli               | 3.690.100 davon 32.000 auf ETB  | Annette le Fort und André Heers         | 3554             |              |
|              | Serie: Leuchttürme - Leuchtturm Schleimünde selbstklebend aus Rolle | 60                | 2. Juli               | ?.???.000                       | Hanno Schabacker                        | 3555             |              |
|              | Plusmarken-Serie: Für die Jugend – Motive Historische Feuerwehrfahrzeuge zur Unterstützung der Stiftung Deutsche Jugendmarke e. V. - TSF VW                                                          | 80+40             | 6. August             | 1.652.600 davon 32.000 auf ETB  | Thomas Meyer                            | 3557             |              |
|              | - LF 16 MB | 95+45             | 6. August             | 1.652.600 davon 32.000 auf ETB  | Thomas Meyer                            | 3558             |              |
|              | - TLF 16 W 50 | 155+55            | 6. August             | 1.652.600 davon 32.000 auf ETB  | Thomas Meyer                            | 3559             |              |
|              | 250. Geburtstag Georg Wilhelm Friedrich Hegel | 270               | 6. August             | 3.522.100 davon 32.000 auf ETB  | Thomas Mayfried                         | 3560             |              |
|              | Plusmarken-Serie: Für den Umweltschutz zur Unterstützung von Projekten für den Umwelt- und Naturschutz - Umweltschutz ist Gesundheitsschutz                                                          | 80+40             | 3. September          | 1.655.100 davon 32.000 auf ETB  | Chris Campe                             | 3561             |              |
|              | Serie: Junge Wildtiere - Fischotter | 80                | 3. September          | 3.650.100 davon 32.000 auf ETB  | Jennifer Dengler                        | 3562             |              |
|              | - Haselmaus | 95                | 3. September          | 3.654.600 davon 32.000 auf ETB  | Jennifer Dengler                        | 3563             |              |
|              | Serie: Tag der Briefmarke - 75 Jahre AM-POST-Marken | 80                | 3. September          | 3.561.100 davon 32.000 auf ETB  | Marion Blomeyer                         | 3564             |              |
|              | 100. Geburtstag Lore Lorentz | 155               | 3. September          | 3.553.100 davon 32.000 auf ETB  | Irmgard Hesse                           | 3565             |              |
|              | Serie: Design aus Deutschland - Karl Dittert – Mokkaservice | 155               | 1. Oktober            | 3.519.100 davon 32.000 auf ETB  | Sibylle Haase und Fritz Haase           | 3566             |              |
|              | Serie: Sagenhaftes Deutschland - Loreley | 80                | 1. Oktober            | 3.623.600 davon 32.000 auf ETB  | Thomas Steinacker                       | 3567             |              |
|              | 100. Geburtstag Fritz Walter | 95                | 1. Oktober            | 3.561.100 davon 32.000 auf ETB  | Heribert Birnbach                       | 3568             |              |
|              | Frauen der Reformation | 370               | 1. Oktober            | 3.431.100 davon 32.000 auf ETB  | Susann Stefanizen                       | 3569             |              |
|              | Serie: Design aus Deutschland - Karl Dittert – Mokkaservice selbstklebend aus Rolle | 155               | 1. Oktober            | ?.???.000                       | Sibylle Haase und Fritz Haase           | 3570             |              |
|              | Plusmarken-Serie: Weihnachten - Kirchenfenster „Die Geburt Christi“ aus Pfarrkirche St. Katharina in Bad Soden am Taunus                                                                             | 80+40             | 2. November           | 2.070.100 davon 32.000 auf ETB  | Kym Erdmann                             | 3571             |              |
|              | Serie: Deutsche Fernsehlegenden - 50 Jahre Tatort | 80                | 2. November           | 3.663.100 davon 32.000 auf ETB  | Thomas Steinacker                       | 3572             |              |
|              | Weihnachten: Frohes Fest | 80                | 2. November           | 4.315.600 davon 32.000 auf ETB  | Thomas Steinacker                       | 3573             |              |
|              | Plusmarken-Serie: Weihnachten - Kirchenfenster „Die Geburt Christi“ selbstklebend aus Folienblatt | 80+40             | 2. November           | ?.???.000                       | Kym Erdmann                             | 3574 FB 101      |              |
|              | Weihnachten: Frohes Fest selbstklebend aus Folienblatt | 80                | 2. November           | ?.???.000                       | Thomas Steinacker                       | 3575 FB 102      |              |
|              | Serie: Helden der Kindheit - Wickie | 60                | 3. Dezember           | 3.619.100 davon 32.000 auf ETB  | Jennifer Dengler                        | 3576             |              |
|              | - Biene Maja | 80                | 3. Dezember           | 3.619.100 davon 32.000 auf ETB  | Jennifer Dengler                        | 3577             |              |
|              | Serie: Sagenhaftes Deutschland - Rattenfänger von Hameln | 95                | 3. Dezember           | 3.519.100 davon 32.000 auf ETB  | Thomas Steinacker und Jan-Niklas Kröger | 3578             |              |
|              | Willy Brandt – Kniefall von Warschau vor 50 Jahren Ausgabe auch als Briefmarkenblock | 110               | 3. Dezember           | 3.580.300 davon 32.000 auf ETB  | Wilfried Korfmacher                     | 3579 Block 87    |              |
| Dauermarken  | |                   |                       |                                 |                                         |                  |              |
| Bild         | Beschreibung | Werte in Eurocent | Ausgabe- datum (2020) | Auflage                         | Entwurf                                 | Mi.-Nr.          |              |
|              | Serie: Blumen - Taglilie | 30                | 2. Januar             | 00 davon 32.000 auf ETB         | Stefan Klein und Olaf Neumann           | 3509             |              |
|              | - Taglilie selbstklebend aus Rolle | 30                | 2. Januar             | 00 davon 32.000 auf ETB         | Stefan Klein und Olaf Neumann           | 3516             |              |
|              | - Zinnie | 50                | 2. April              | 00 davon 32.000 auf ETB         | Stefan Klein und Olaf Neumann           | 3535             |              |
|              | - Purpur-Knautie | 200               | 6. August             | 00 davon 32.000 auf ETB         | Stefan Klein und Olaf Neumann           | 3556             |              |